# Most w Stříbrze
Most w Stříbrze – 60-metrowej długości most drogowy nad rzeką Mže w czeskim mieście Stříbro, w ciągu ulicy Plzeňskiej, w południowej części starego miasta. Jest to jeden z dwóch w Czechach mostów z bramą (drugim jest Most Karola w Pradze).

## Historia
Most z bloków piaskowca zbudowano w latach 1555–1560. Jest to budowla o pięciu przęsłach (łukach), spoczywających na filarach z poligonalnymi czołami. Do czasu wybudowania nowego mostu w ulicy Plzeňskiej stanowił główny wjazd do miasta od strony Pilzna i Pragi.  
Integralną częścią mostu jest wieża z 1555, zbudowana przez Benedikta Volcha (lub Vlacha) z Ferrolu. Jest to obiekt piętrowy, z sienią przejazdową, zdobiony kopertowym sgraffitem. Stoi ona na filarze o szerokości 5,15 metra, mniej więcej w środku mostu, dzieląc go na dwa odcinki. Wieża służyła do ochrony samego mostu, drogi dojazdowej oraz do pobierania myta. W 1945 żołnierze amerykańscy wyryli na elewacji inskrypcje, które zachowano do dziś (znajdują się one nad obydwoma portalami przejścia).

## Upamiętnienie
Most został wybrany jako motyw dla złotej monety emitowanej przez Czeski Bank Narodowy w ramach dziesięciomonetowego cyklu z czeskimi mostami. Emisja odbyła się 11 października 2011.